# ГЭС Наглу
ГЭС Наглу — гидроэлектростанция расположенная на реке Кабул в провинции Кабул, в Афганистане. Находится в 40 км от столицы Афганистана, города Кабул. Мощность гидроэлектростанции 100 МВт. Является самой мощной электростанцией в Афганистане. На начало XXI века были в работе только три из четырёх генераторов. Высота плотины 110 м, длина 280 м. Водохранилище, образованное плотиной ГЭС Наглу на реке Кабул, имеет объём 550 млн м3.
Строительство гидроэлектростанции было профинансировано и осуществлялось при помощи Советского Союза начиная с января 1960 года. В 1961 году, при проходке дополнительных штолен в бортах проектируемой плотины, геологи выяснили, что её створ будет находиться в зоне дробления горных пород. Определенная проектом арочная плотина не могла в условиях слабых пород сдерживать давление воды. Проект плотины потребовалось кардинально переработать. Проект ГЭС «Наглу» с бетонной гравитационной плотиной был разработан Государственным производственным комитетом по энергетике и электрификации СССР к августу 1963 г. Кардинальное изменение проекта плотины привело к тому, что строители не успевали к первоначальному сроку в 1965 году и завершили строительные работы к 1968 году .
Первый генератор был введён в эксплуатацию до полной готовности станции в начале 1967 года.  До вторжения войск США в Афганистан в 2001 году, было в работе только два генератора. В августе 2006 года Министерство энергетики и водных ресурсов Афганистана совместно с российской компанией Технопромэкспорт заключили контракт на модернизацию двух генераторов и замену трансформаторов, стоимостью 32,5 млн. долларов. Первый из двух новых генераторов был запущен в сентябре 2010 года, а трансформаторы были заменены в начале 2012 года. Модернизация станции финансируется Всемирным банком. Второй генератор планировалось ввести в эксплуатацию в конце 2012 года. В ноябре 2011 года был заключён ещё один контракт на модернизацию энергооборудования станции, также при финансовой поддержке  Всемирного банка.

## См.также
- На Викискладе есть медиафайлы по теме ГЭС Наглу